# Alf Christophersen
Alf Christophersen (* 25. April 1968 in Flensburg) ist ein evangelischer Theologe.

## Leben
Er studierte Theologie und Philosophie an den Universitäten Tübingen und München. Nach der Promotion 1997 war er wissenschaftlicher Mitarbeiter am Institut für Neutestamentliche Theologie an der Ludwig-Maximilians-Universität München (LMU) und wissenschaftlicher Assistent am Lehrstuhl für Systematische Theologie und Ethik, ebenfalls in München. Nach der Habilitation 2002 im Fach Systematische Theologie erfolgte die Ordination im Meldorfer Dom durch Hans Christian Knuth. Nach einem Forschungsaufenthalt an der Harvard University war er von 2004 bis 2012 als wissenschaftlicher Oberassistent am Lehrstuhl für Systematische Theologie und Ethik an der LMU. Er war bis Mai 2018 in Lutherstadt Wittenberg Studienleiter für Theologie, Politik und Kultur an der Evangelischen Akademie Sachsen-Anhalt. Seit 2018 lehrt er als Professor für Systematische Theologie an der Universität Wuppertal.
Seine Forschungsschwerpunkte sind Ethik und Ästhetik, Theologiegeschichte, Editionsphilologie, Friedens- und Konfliktforschung, Religionstheologie sowie Politische Theologie und Ethik.
1998 erhielt er den Hanns-Lilje-Preis der Akademie der Wissenschaften zu Göttingen (für „Friedrich Lücke“, s. u.) und 2008 den Max-Weber-Preis der Bayerischen Akademie der Wissenschaften (für „Kairos“, s. u.).

## Publikationen (Auswahl)
- Friedrich Lücke (1791–1855), zwei Bände, Bd. 1: Neutestamentliche Hermeneutik und Exegese im Zusammenhang mit seinem Leben und Werk; Bd. 2: Dokumente und Briefe, Berlin/New York: de Gruyter, 1999
- zus. mit Carsten Claussen, Jörg Frey und Bruce Longenecker (Hg.), Paul, Luke and the Graeco-Roman World, 2. Aufl., New York/London: Sheffield Academic Press, 2003
- zus. mit Stefan Jordan (Hrsg.): Lexikon Theologie. 100 Grundbegriffe. 2. Aufl., Reclam, Stuttgart 2007.
- Kairos. Protestantische Zeitdeutungskämpfe in der Weimarer Republik, Tübingen: Mohr Siebeck, 2008
- zus. mit Friedemann Voigt (Hg.), Religionsstifter der Moderne. Von Karl Marx bis zu Johannes Paul II., München: C. H. Beck, 2009
- Sternstunden der Theologie. Schlüsselerlebnisse christlicher Denker von Paulus bis heute, München: C. H. Beck, 2011
- (Hg.), Luther und wir. 95x Nachdenken über Reformation, Stuttgart: Reclam, 2016
- zus. mit Marianne Schröter und Christian Senkel (Hg.), Protestantische Individualitätskulturen, Leipzig: EVA, 2018
- zus. mit Benjamin Ziemann (Hg.), Martin Niemöller. Gedanken über den Weg der christlichen Kirche, Gütersloh: Gütersloher Verlagshaus, 2019
- Die Kunst des Unsichtbaren. Ethik – Beuys – Ästhetik, München: Schirmer/Mosel, 2021

### Filme
- Im Gespräch mit Alexander Kluge über „Sternstunden der Theologie“, verdichtete Zeit und den Kairos

| Personendaten    | Personendaten                    |
| ---------------- | -------------------------------- |
| NAME             | Christophersen, Alf              |
| KURZBESCHREIBUNG | deutscher evangelischer Theologe |
| GEBURTSDATUM     | 25. April 1968                   |
| GEBURTSORT       | Flensburg                        |